# Articulația talocalcaneonaviculară

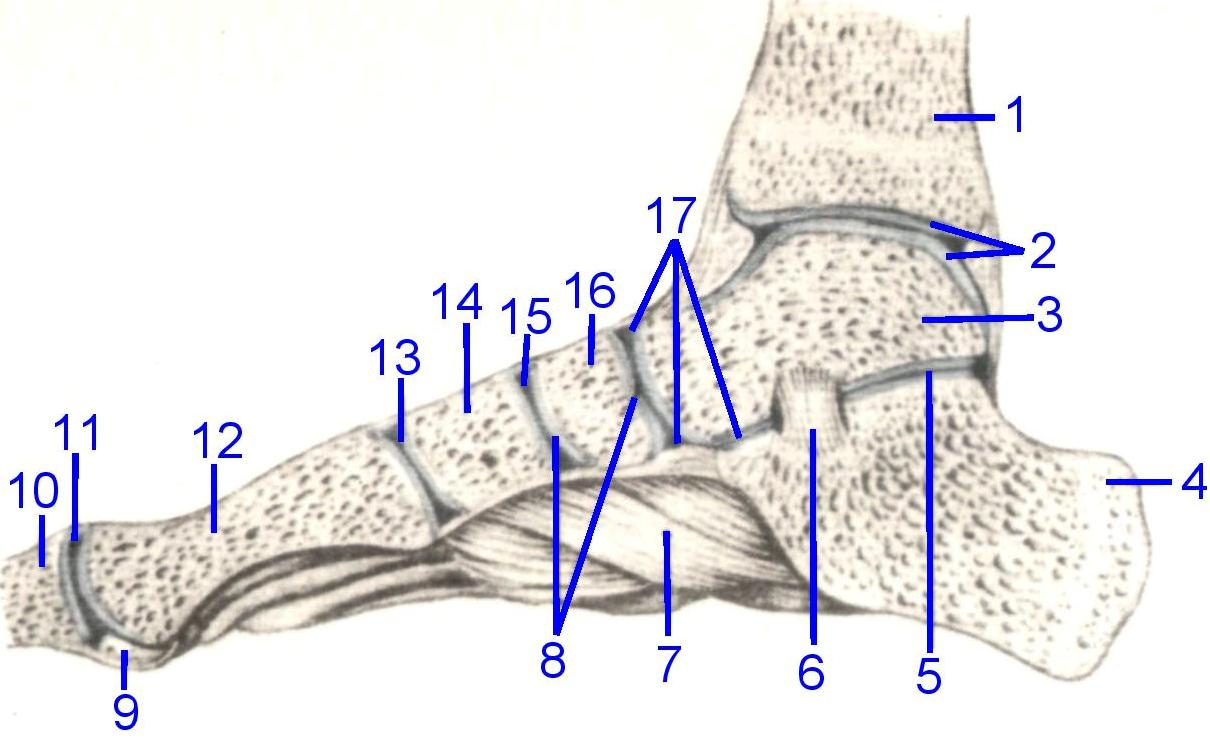
Articulațiile piciorului drept (secțiune sagitală).
1 - Tibia
2 - Articulația talocrurală
3 - Talusul
4 - Calcaneul
5 - Articulația subtalară
6 – Ligamentul talocalcanean interosos
7 - Ligamentul plantar lung
8 - Cartilajul articular
9 - Os sesamoid
10 - Falanga proximală
11 - Articulația metatarsofalangiană
12 - Metatarsianul I
13 - Articulația tarsometatarsiană
14 - Cuneiformul medial
15 - Articulația cuneonaviculară
16 - Navicularul
17 - Articulația talocalcaneonaviculară

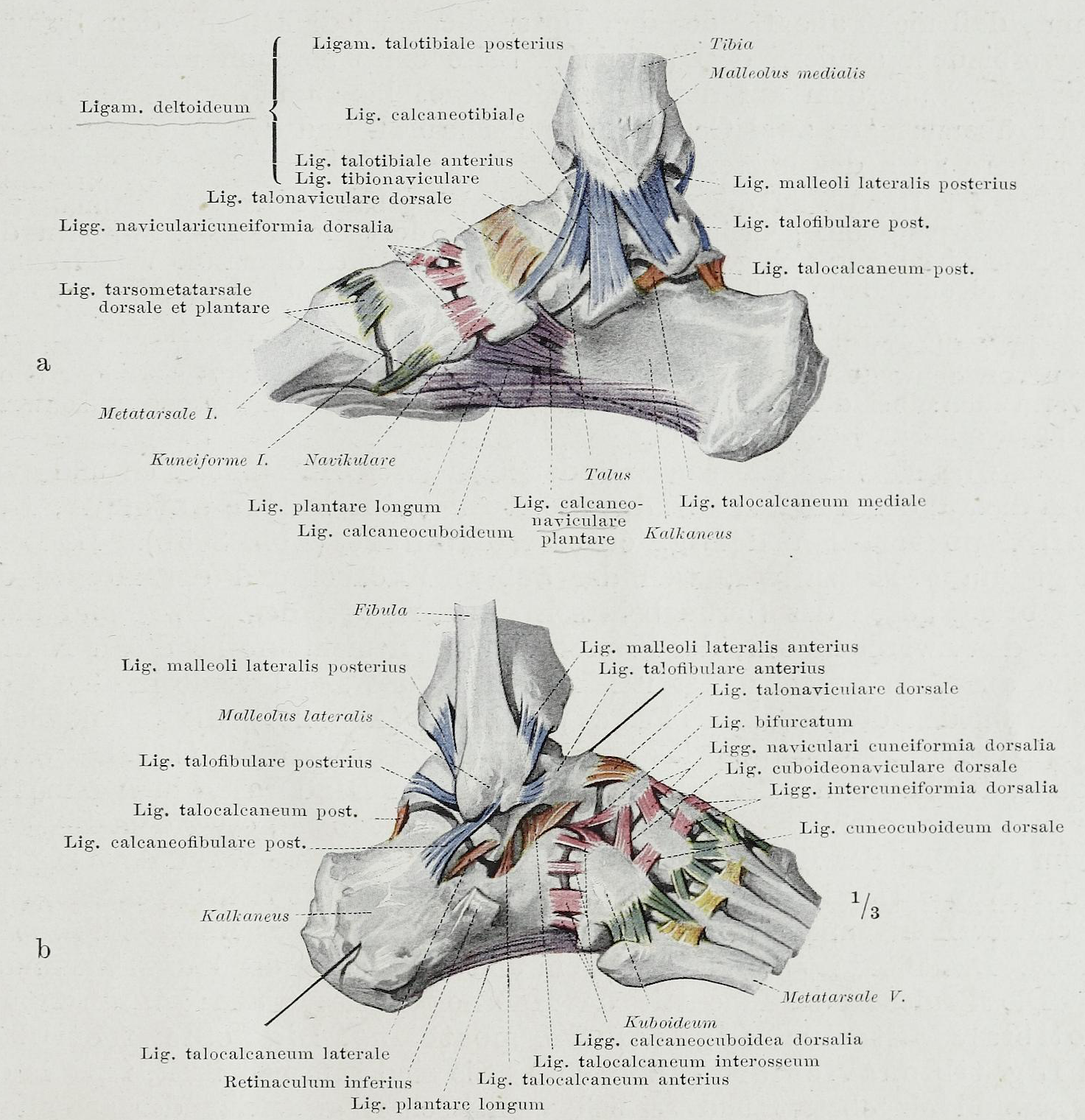
Ligamentele piciorului (după Braus. Anatomie des Menschen: ein Lehrbuch für Studierende und Ärzte, 1921)

Articulația talocalcaneonaviculară  (Articulatio talocalcaneonavicularis) sau articulația astragalocalcaneoscafoidiană este o articulație cu mare importanță în mișcările piciorului, care unește trei oase: talusul, pe de o parte, și calcaneul plus navicularul, pe de altă parte. Este o articulație sinovială sferoidală (o enartroză), deci o articulație triaxială. Mijloacele de unire sunt reprezentate de o capsulă articulară subțire și de 4 ligamente: ligamentul calcaneonavicular plantar, ligamentul talocalcanean interosos (planul său anterior), ligamentul calcaneonavicular (fasciculul medial al ligamentului bifurcat), ligamentul talonavicular. Articulația talocalcaneonaviculară face parte din articulația transversală a tarsului. Articulația transversală a tarsului (Articulatio tarsi transversa) numită și articulația mediotarsiană sau articulația lui Chopart, este o articulație dispusă transversal, care unește patru oase ale tarsului: talusul cu navicularul și calcaneul cu cuboidul. Ea se compune din două articulații distincte: articulația talocalcaneonaviculară  medial și articulația calcaneocuboidiană lateral.

## Suprafețele articulare
Suprafețele articulare sunt reprezentate printr-un cap convex (suprafața articulară a talusului) și o cavitate de recepție concavă. 

### Suprafața articulară a talusului
Suprafața articulară a talusului, este sferoidă și împărțită în 4 fețișoare articulare separate prin proeminențe netede, una pe capul talusului (fața articulară naviculară) și celelalte trei pe fața inferioară a talusului (fața articulară a ligamentului calcaneonavicular plantar, fața articulară calcaneană anterioară și fața articulară calcaneană mijlocie). Fața articulară naviculară, situată  anterior pe capul talusului, este ovalară și convexă; ea corespunde cu fața posterioară a osului navicular. Axul mare al ei este îndreptat oblic în jos și medial, formând cu axul orizontal un unghi de 45°, numit unghiul de rotație. Fața articulară a ligamentului calcaneonavicular plantar, situată pe fața inferioară a capului talusului, este triunghiulară și corespunde cu fibrocartilajul triunghiular de pe fața superioară a ligamentului calcaneonavicular plantar. Fața articulară calcaneană anterioară a talusului este plană și aproape patrulateră sau ovală. Ea corespunde cu fața articulară talară anterioară a calcaneului. Fața articulară calcaneană mijlocie a talusului este ovalară și ușor convexă. Ea corespunde cu fața articulară talară mijlocie a calcaneului.

### Cavitatea de recepție
Cavitatea de recepție concavă este formată din navicular (fața lui posterioară) și calcaneu (fețele articulare talare anterioară și mijlocie a calcaneului) unite între ele printr-un ligament puternic, numit ligamentul calcaneonavicular plantar. Osul navicular prezintă pentru articulație fața lui posterioară, care este concavă și eliptică. Ea corespunde cu capul talusului. Calcaneul prezintă pentru articulație două fețișoare articulare situate pe fața sa superioară: fața articulară talară anterioară a calcaneului, care corespunde cu fața articulară calcaneană anterioară a talusului, și fața articulară talară mijlocie a calcaneului, care corespunde cu fața articulară calcaneană mijlocie a talusului. Aceste două fețișoare articulare de pe calcaneu sunt alungite, concave antero-posterior și adesea unite între ele; ele prezintă un ax mare îndreptat oblic înainte, lateral și în jos. Fața articulară superioară a ligamentului calcaneonavicular plantar este triunghiulară și acoperită cu fibrocartilaj, ea corespunde cu fața articulară a ligamentului calcaneonavicular plantar de pe fața inferioară  a capului talusului. .

## Capsula articulară
Capsula articulară se inseră pe marginea suprafețelor articulare cu excepția părții superioare și mediale, unde ea se îndepărtează puțin de această margine. Este formată dintr-un strat extern fibros și dintr-un strat intern sinovial. Sinoviala nu prezintă nimic deosebit, tapetând capsula pe fața interioară. Nu comunică de obicei cu cavitățile articulațiilor învecinate; uneori comunică cu cavitatea articulației subtalare.

## Ligamentele

### Ligamentul calcaneonavicular plantar
Ligamentul calcaneonavicular plantar (Ligamentum calcaneonaviculare plantare) este un ligament gros, lat, rezistent, format din țesut fibros, aflat pe partea plantară a tarsului piciorului; el unește navicularul și calcaneul. Este numit și ligament glenoidian, ligament resort (spring ligament), ligament calcaneoscafoidian inferior, ligament calcaneoscafoidian intern Barkow (H. Barkow, 1798-1873, anatomist polonez), trohlea articulară Weitbrecht (J. Weitbrecht, 1702-1747, anatomist german). Este un ligament puternic și bine dezvoltat, fiind unul dintre cele mai importante ligamente ale piciorului. El se întinde de la marginea anterioară a Sustentaculum tali la față plantară a navicularului până la tuberozitatea acestuia. Are o formă trapezoidală. Pe fața lui superioară (dorsală) se dezvoltă un fibrocartilaj triunghiular denumit navicular (sau fața articulară superioară a ligamentului calcaneonavicular plantar), pe care se sprijină capul talusului; acest fibrocartilaj apare datorită frecării ligamentului cu capul talusului. Greutatea corpului este astfel transmisă ligamentului și prin el bolții plantare. Ligamentului calcaneonavicular plantar susține arcul longitudinal medial din bolta plantară a piciorului. Prin relaxarea acestui ligament capul talusului coboară, iar bolta plantară se reduce treptat putând chiar să dispară (piciorul plat). Ligamentul calcaneonavicular plantar completează spațiul triunghiular rămas între Sustentaculum tali de pe calcaneu și navicular. Pe sub fața plantară a ligamentului calcaneonavicular trece medial tendonul mușchiului tibial posterior (Musculus tibialis posterior), iar lateral trec tendoanele mușchilor flexor lung al halucelui (Musculus flexor hallucis longus) și flexor lung al degetelor (Musculus flexor digitorum longus pedis), care contribuie în mod activ la susținerea capului talusului și menținerea boltei plantare. Pe marginea sa medială liberă se inseră ligamentul deltoidian al articulației talocrurale. Ligamentul calcaneonavicular plantar are un rol mare la formarea cavității concave de recepție a articulației, formată din navicular și calcaneu. Rolul acestuia în formarea cavității de recepție devine foarte evident pe o piesă osoasă a piciorului de la care s-a extras talusul. Ligamentul calcaneonavicular plantar este constituit, de fapt, din două părți una infero-laterală fibroasă, iar alta supero-medială fibrocartilaginoasă.

### Ligamentul talocalcanean interosos
Ligamentul talocalcanean interosos (Ligamentum talocalcaneum interosseum) este o lamă fibroasă transversală scurtă, groasă, rezistentă și foarte puternică, situată oblic și lateral în sinusul tarsului; el separă articulația subtalară de cea talocalcaneonaviculară. Se inserează sus în șanțul talusului și jos în șanțul calcaneului. Ligamentul talocalcanean interosos este format din două planuri (lame sau fascicule): unul posterior și altul anterior, separate prin țesut adipos, uneori, printr-o bursa sinovială. Planul posterior aparține articulației subtalare, pe când cel anterior articulației talocalcaneonaviculare. Planul anterior întărește capsula articulară; acest plan se inserează sus în șanțul talusului și jos în șanțul calcaneului.

### Ligamentul cervical
Ligamentul cervical al sinusului tarsului (neomologat de Terminologia Anatomica), numit și ligamentul talocalcanean extern, ligamentul talocalcanean anterolateral, ligamentul talocalcanean anterior, ligamentul interosos anterolateral este un ligament puternic și rezistent situat în segmentul anteromedial al sinusului tarsului. După unii autori el corespunde cu fasciculul anterior al ligamentului talocalcanean interosos. Are originea jos în șanțul calcaneului aflat pe față superioară a calcaneului, medial de inserția mușchiului extensor scurt al degetelor (Musculus extensor digitorum brevis pedis), de unde se îndreaptă oblic în sus, înainte și medial și se inseă pe fața inferolaterală a colului talusului. Are un rol important în stabilizarea piciorului și este singurul ligamentul al articulației subtalare care frânează inversiunea piciorului. 

### Ligamentul bifurcat
Ligamentul bifurcat sau ligamentul în Y (Ligamentum bifurcatum) este un ligament foarte rezistent și puternic în formă V sau Y al articulației transversale a tarsului (articulația mediotarsiană), aflat pe fața dorsală a piciorului. Acest ligament prezintă o mare importanță în solidarizarea oaselor tarsului, în special în articulația mediotarsiană. Este denumit ligamentul bifurcat, ligamentul în Y al piciorului sau ligamentul în V al piciorului, datorită formei sale, fiind format din două ramuri divergente (în V sau Y). Datorită marii lui importanțe chirurgicale a fost numit de către chirurgi cheia articulației lui Chopart sau ligamentul lui Chopart, deoarece pentru dezarticularea mediotarsiană a oaselor tarsului era absolut necesară secționarea ligamentului bifurcat (F. Chopart, 1743-1795, chirurg francez). Se inseră jos și posterior pe partea anterioară a feței superioare (dorsale) a calcaneului,  lângă marginea laterală a feței articulare talare anterioare, de unde se îndreaptă ascendent anterior împărțindu-se în două fascicule, unul medial, ligamentul calcaneonavicular și altul lateral, ligamentul calcaneocuboidian,  care se prind pe oasele omonime: navicular și cuboid. Numai ligamentul calcaneonavicular face parte din articulația talocalcaneonaviculară, în timp ce ligamentul calcaneocuboidian aparține articulației calcaneocuboidiene. Ligamentul calcaneonavicular (Ligamentum calcaneonaviculare), fasciculul medial al ligamentului bifurcat, numit în trecut și ligamentul calcaneoscafoidian intern, fasciculul intern al ligamentului bifurcat se fixează pe fața superioară (dorsală) și laterală a navicularului. El întărește partea laterală a articulației talocalcaneonaviculare. Ligamentul calcaneocuboidian (Ligamentum calcaneocuboideum), fasciculul lateral al ligamentului bifurcat, numit în trecut și ligamentul calcaneoscafoidian extern, fasciculul extern al ligamentului bifurcat, se prinde pe fața superioară (dorsală) și medială a cuboidului, medial de ligamentul calcaneocuboidian dorsal. El întărește partea medială a articulației calcaneocuboidiene.

### Ligamentul talonavicular
Ligamentul talonavicular sau ligamentul astragaloscafoidian superior (Ligamentum talonaviculare) este un ligament lat și subțire, așezat pe partea dorsală a tarsului piciorului.  Se inseră posterior pe fața superioară (dorsală) a colului talusului, de unde se îndreaptă înainte și se prinde pe fața superioară (dorsală) a navicularului; este acoperit de tendoanele mușchilor extensori ai piciorului.